# Falešný virtuós
Falešný virtuós (v anglickém originále The Fabulous Faker Boy) je 20. díl 24. řady (celkem 528.) amerického animovaného seriálu Simpsonovi. Scénář napsal Brian McConnachie a díl režíroval Bob Anderson. V USA měl premiéru dne 12. května 2013 na stanici Fox Broadcasting Company a v Česku byl poprvé vysílán 7. srpna 2013 na stanici Prima Cool.

## Děj
Marge se zúčastní rodičovské schůzky s ředitelem Skinnerem, jenž jí řekne, že Bart by mohl zlepšit své studijní výsledky, kdyby začal hrát na hudební nástroj. Marge Barta zavede k několika potenciálním instruktorům – Melovi, Komiksákovi a profesoru Frinkovi –, ale Bart se všem vysměje. Zamiluje se do mladé Rusky jménem Žeňa, která souhlasí, že mu bude dávat hodiny klavíru výměnou za to, že Marge naučí jejího otce řídit, aby mohl získat řidičský průkaz. Zatímco Marge dělá s nebezpečnými návyky Ženina otce jen malé pokroky, zvěst o Bartových rychlých pokrocích a vznikajících hudebních schopnostech se rychle rozšíří, což vede k tomu, že Žeňa získá mnoho dalších žáků. Později však vyjde najevo, že Bart pouze napodobuje rytmus hrajícího CD, které tajně podstrčil do přehrávače umístěného pod klavírem. Bart se cítí zanedbáván, protože na něj má Žeňa kvůli ostatním studentům málo času, a během talentové soutěže se veřejně přizná ke svému podvodu. Marge je z něj rozzuřená a zklamaná, dokud jí Ženin otec neřekne, že získal řidičský průkaz – nikoliv však složením zkoušky, ale podplacením Patty a Selmy džínami. Také přesvědčí Marge, aby byla na Barta mírná, protože podváděl jen z lásky a kvůli matce. Marge Bartovi odpustí a řekne, že je na něj pyšná, že řekl pravdu, a ujistí ho, že je jedinečný a v budoucnu mu to vyjde. 
Mezitím Homer přijde o poslední dva vlasy na hlavě a stane se úplně plešatým. Snaží se to zakrýt různými klobouky a parukou, ale tyto pokusy na něj jen ještě více upozorňují. Jeden z pracovníků elektrárny, jenž je také plešatý, dodá Homerovi sebevědomí tím, že mu popíše všechny vzrušující zážitky, které zažil poté, co přišel o vlasy. Homer řekne Marge, že je plešatý, ta ho utěší a vlasy mu samovolně dorostou. 
Během závěrečných titulků zazní na klavír „Polonéza As-dur, op. 53“ Fryderyka Chopina.

## Přijetí

### Přijetí kritiky
Tento díl získal od kritiků smíšené hodnocení. Robert David Sullivan z The A.V. Clubu udělil dílu hodnocení C−, když řekl, že „vztah mezi Marge a Bartem je vlastně vztah, který v Simpsonových ještě nebyl do smrti zpracován, ale v této epizodě se objevuje příliš polovičatě a je vyřešen příliš rychle“.
Teresa Lopezová z TV Fanatic udělila epizodě 2,5 hvězdičky z 5, když řekla, že „nejenže byla dynamika mezi matkou a synem do příběhu strčena pozdě, ale Margino zklamání bylo snadno zažehnáno tím, že její ruský student autoškoly řekl, že Bart podvádí z lásky a kvůli matce. Trochu jednoduchá racionalizace, že? Béčková zápletka zahrnující Homerovu ztrátu posledních dvou vlasů sice vedla k několika vtipným citacím Simpsonových a úžasnému hostování Patricka Stewarta, ale většinou šlo o rozptylující prostředek, který Homerovi umožnil vyzkoušet si různé klobouky.“

### Hodnocení
Epizoda získala v demografické skupině diváků ve věku od 18 do 49 let rating 2,0 a sledovalo ji celkem 4,16 milionu diváků. Díky tomu se stala druhým nejsledovanějším pořadem bloku Animation Domination stanice Fox té noci.